# 克羅德斯芒廷鎮區 (北卡羅萊納州加斯頓縣)
克羅德斯芒廷鎮區（英語：Crowders Mountain Township）是位於美國北卡羅萊納州加斯頓縣的一個鎮區。

## 地方資料
克羅德斯芒廷鎮區的面積為125.87平方千米，皆為陸地。根據2020年美國人口普查的數據，當地共有人口16294人，而人口密度為每平方千米129.45人。